# Гарсія V
Гарсія V (порт. Garcia V) або Нканґа-а-Мвемба (кон. Nkanga a Mvemba; 1763–1830) — сорок дев'ятий маніконго центральноафриканського королівства Конго.

## Правління
Після смерті Енріке II 1803 року престол зайняв Гарсія V, який одразу ж звернувся до губернатора Луанди з проханням відрядити до Конго священника, який провів би його коронацію. Губернатор натомість запросив Гарсію до Луанди, де 10 серпня 1803 року в кафедральному соборі було проведено обряд хрещення Гарсії. Хрещеним батьком став сам губернатор Луанди. Коронацію ж було проведено лише 1814 року в Сан-Сальвадорі.
1825 року свої претензії на трон висунув Андреа II, боротьба з яким тривала п'ять років і завершилась після смерті Гарсії V сходженням Андреа на престол.